# Фелікс Ґрімонпрез
Фелікс Ґрімонпрез (фр. Félix Grimonprez, 30 червня 1910 — 26 травня 1940) — французький хокеїст на траві. Грав за клуб «Лілль». В його складі тричі ставав чемпіоном Франції (1927—1928, 1936).
Увійшов до складу збірної Франції на літніх Олімпійських іграх 1928 в Амстердамі, де вона поділила 5-6-те місця. Грав у полі, зіграв 3 матчі і забив 1 гол у ворота збірної Іспанії.
Учасник літніх Олімпійських ігор 1928 у Берліні, де його збірна посіла 4-те місце. Грав у полі, зіграв 5 матчів, голів не забивав.